# Giulio Sarrocchi
Giulio Sarrocchi (n. 24 mai 1887, Roma, Regatul Italiei – d. 18 iulie 1971, Roma, Italia) a fost un scrimer ce a reprezentat Italia, medaliat olimpic. A participat la 2 ediții ale Jocurilor Olimpice (1924, 1928) în care a câștigat o medalie de aur.